# استدلال مبني على نموذج
في مجال الذكاء الاصطناعي، يشير مصطلح الاستدلال المبني على نموذج إلى طريقة الاستنتاج المستخدمة في النظم الخبيرة استنادًا إلى نموذج من العالم المادي. ومع هذا النهج، فإن التركيز الرئيسي لتطوير التطبيق هو تطوير النموذج. وفي وقت التشغيل، يقوم «محرك» بجمع هذا النموذج مع البيانات المرصودة لاستخلاص استنتاجات مثل التشخيص أو التنبؤ.

## تمثيل المعرفة
في نظام الاستدلال القائم على نموذج يمكن تمثيل المعرفة باستخدام القواعد السببية. على سبيل المثال، في نظام التشخيص الطبي قد تحتوي قاعدة المعرفة على القاعدة التالية:
{\displaystyle \forall } patients : Stroke(patient) {\displaystyle \rightarrow } Confused(patient) {\displaystyle \land } Unequal(Pupils(patient))
في المقابل، في نظام الاستدلال التشخيصي سوف يتم تمثيل المعرفة من خلال قواعد تشخيصية مثل:
{\displaystyle \forall } patients : Confused(patient) {\displaystyle \rightarrow } Stroke(patient)
{\displaystyle \forall } patients : Unequal(Pupils(patient)) {\displaystyle \rightarrow } Stroke(patient)
هناك العديد من نماذج الأشكال الأخرى التي يمكن استخدامها. وقد تكون النماذج كمية (على سبيل المثال، تقوم على معادلات رياضية) أو نوعية (على سبيل المثال، تقوم على نماذج السبب/الأثر). وقد تتضمن تمثيلاً لعدم اليقين. وقد تمثل السلوك بمرور الوقت. وقد تمثل سلوكًا «عاديًا» أو ربما تمثل فقط سلوكًا غير عادي كما في حالة الأمثلة الواردة أعلاه. ترد مناقشة أنواع النماذج واستخدامها للاستدلال القائم على النموذج في.

## وصلات خارجية
- Model-based reasoning at Utrecht University
- NASA Intelligent Systems Division